# Эрмелин, Улоф
Улоф Эрмелин (швед. Olof Hermelin; 8 февраля 1827[…], Сабю — 3 декабря 1913[…], Дандерюд, Стокгольм) — шведский художник, скульптор и землевладелец.

## Биография
Родился в Смоланде, в семье барона Августа Седерлинг Эрмелина, его дед был шведским картографом Самуэлем Густавом Эрмелином. От семьи жены, его отец унаследовал замок Грипенберг.
Проходил обучение в Уппсальском университете и военном училище в Стокгольме; в 1848 году поступил в Халландский полк. Два года спустя получил звание лейтенанта. Недолго пробыл на военной службе, и в следующем году вышел в отставку и поселился в приходе Роби-Рекарне, Остербю. Во время своего пребывания в Стокгольме брал уроки у художника-пейзажиста Торе Биллинга из Шведской королевской академии свободных искусств.
В 1852 году. женился на Малин Люси Лильенстолпе из помещичьей семьи.
В 1870 году, ездил в учебные поездки, в Копенгаген, Дюссельдорф, Париж, Бельгию и Нидерланды. В 1873 году, снова посетил Дюссельдорф и Париж и совершил первый визит в Лондон. Находясь во Франции, познакомился с работами художников Барбизонской школы, которые оказали большое влияние на его будущий стиль.
Кроме того был писателем; автор книг о теории искусства, рассказов и пьес. Опубликовал научное исследование о раскопках эпохи викингов на острове Бирка.
В 1871 году, был «agré» (кандидатом в члены) Королевской академии, в 1876 году работал комиссаром шведской художественной выставки на Всемирной выставке (1876). В 1885 году он вместе со многими шведскими художниками присоединился к группе Оппонентерна, которая выступала против архаичных методов обучения в Королевской Академии.

## Картины

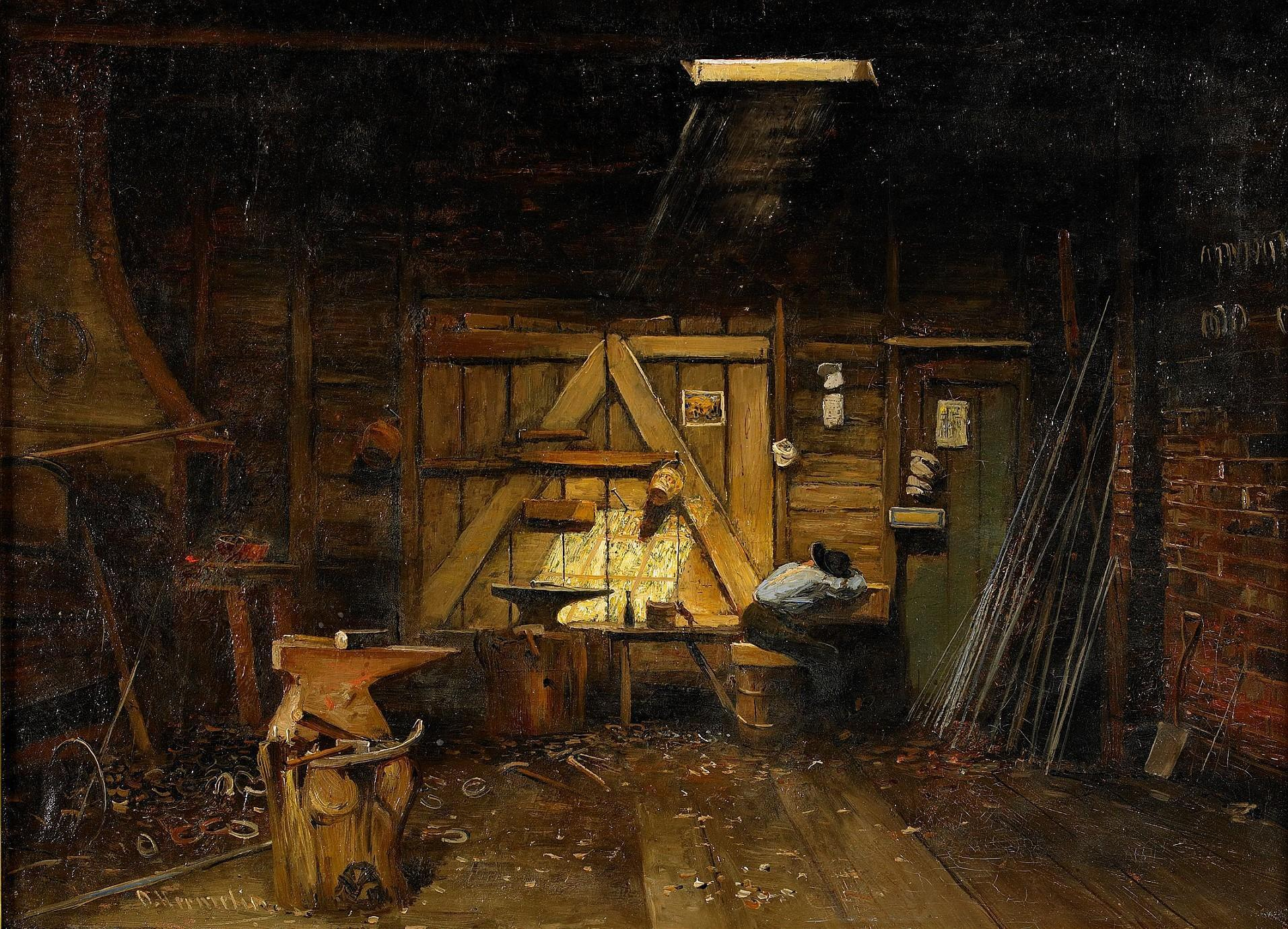
Домик кузнеца в Уппланде
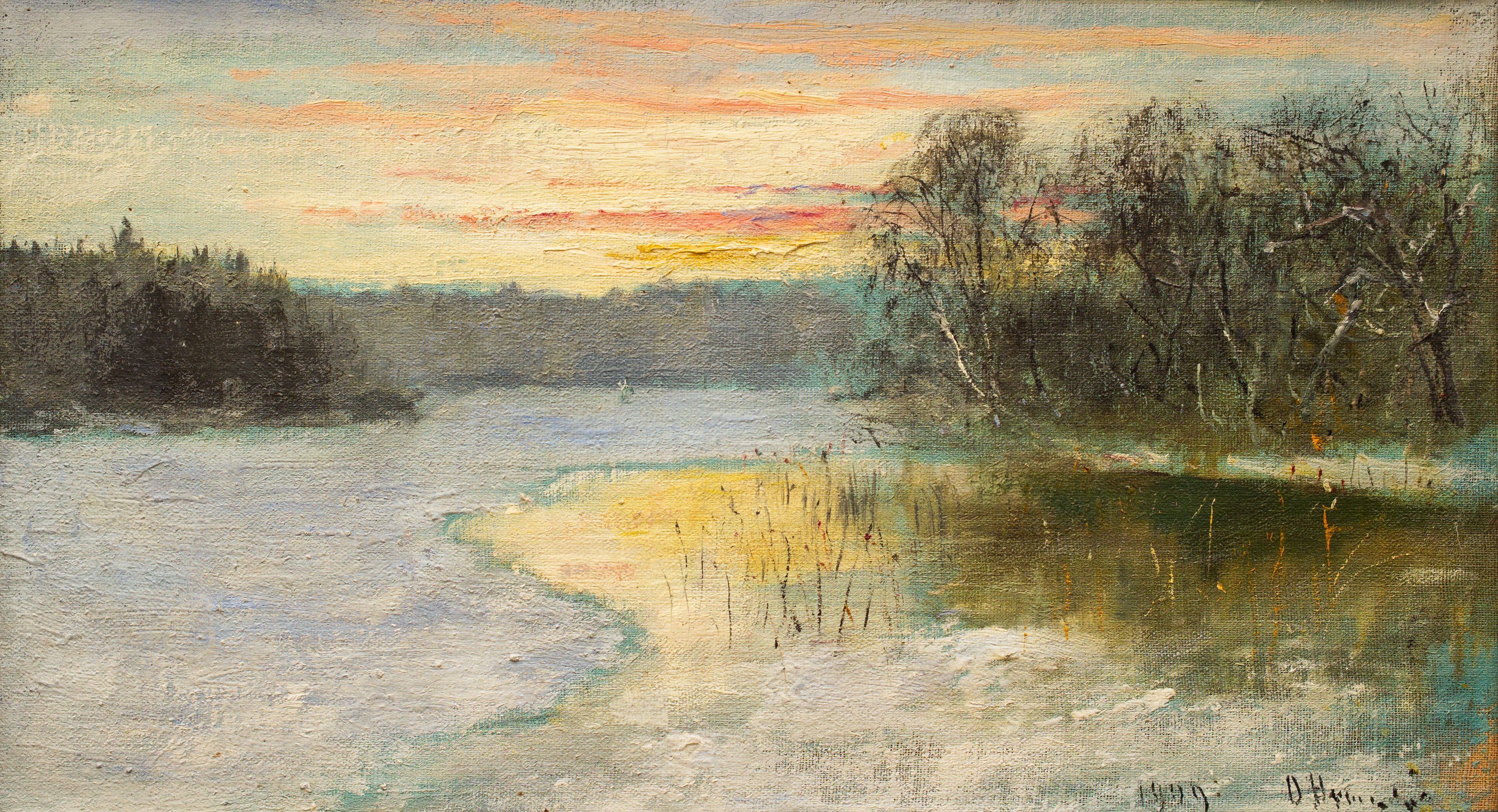
Проталина
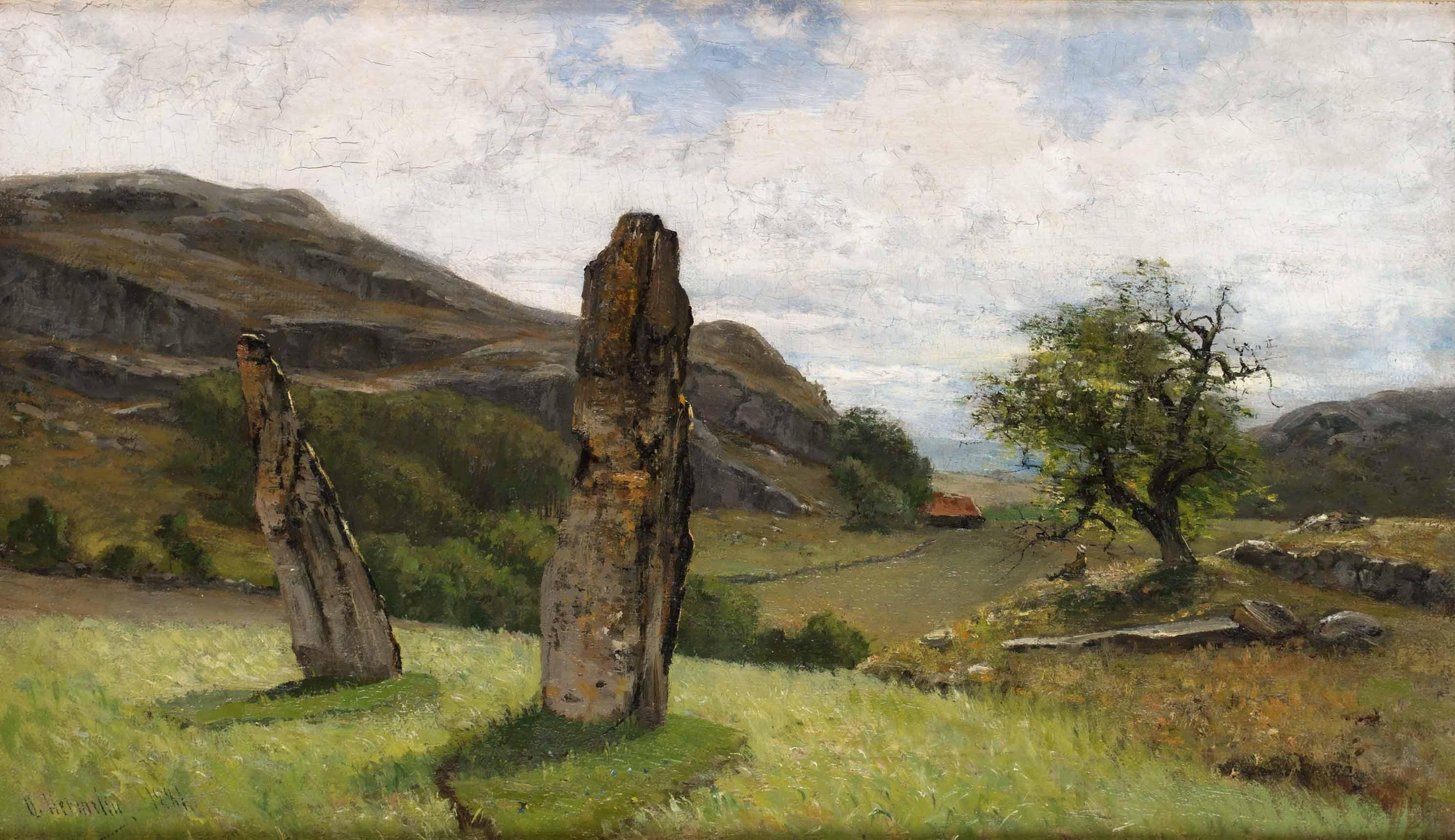
Менгир в провинции Бохуслен
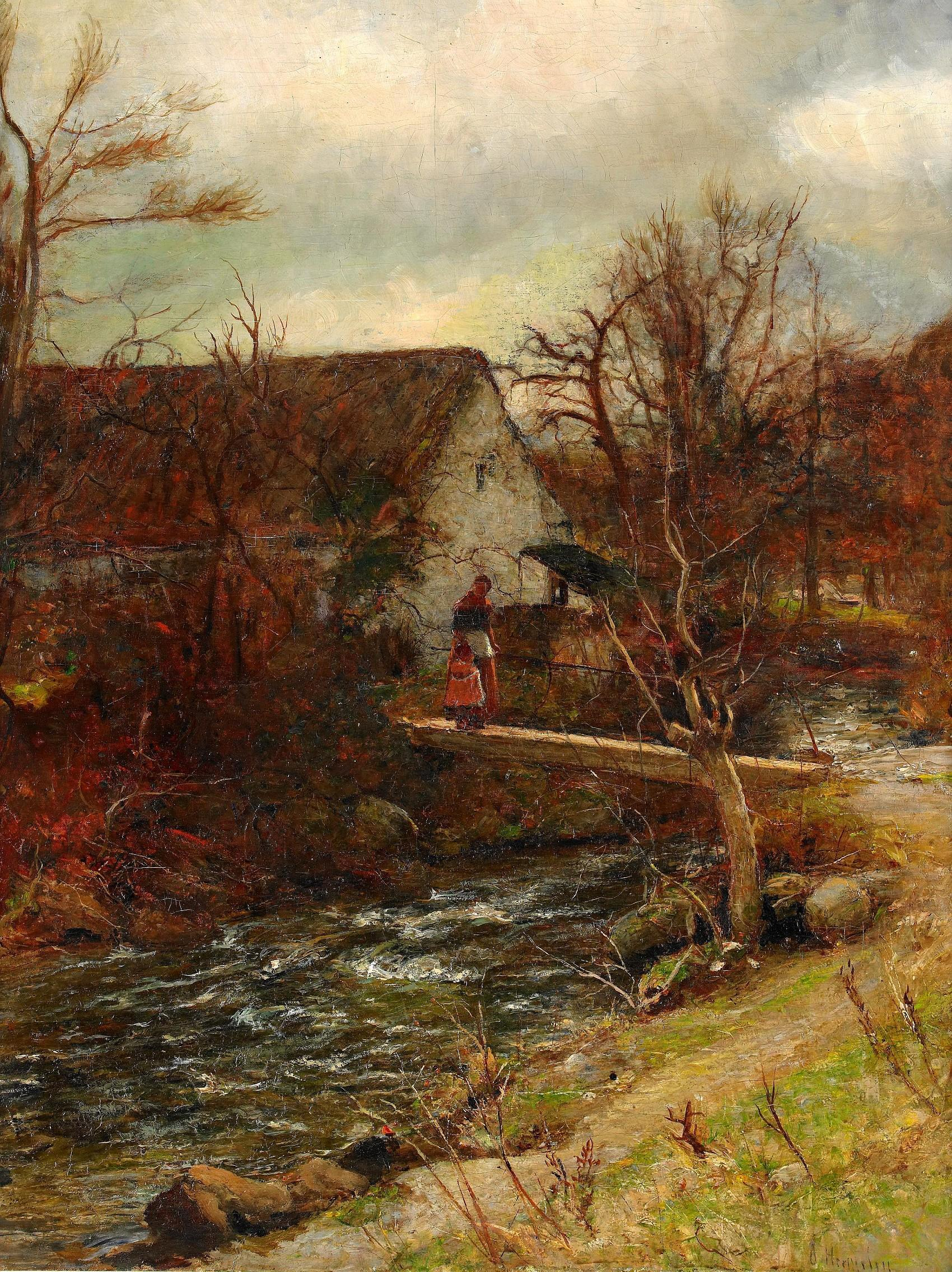
Осенний пейзаж с матерью и детьми у ручья
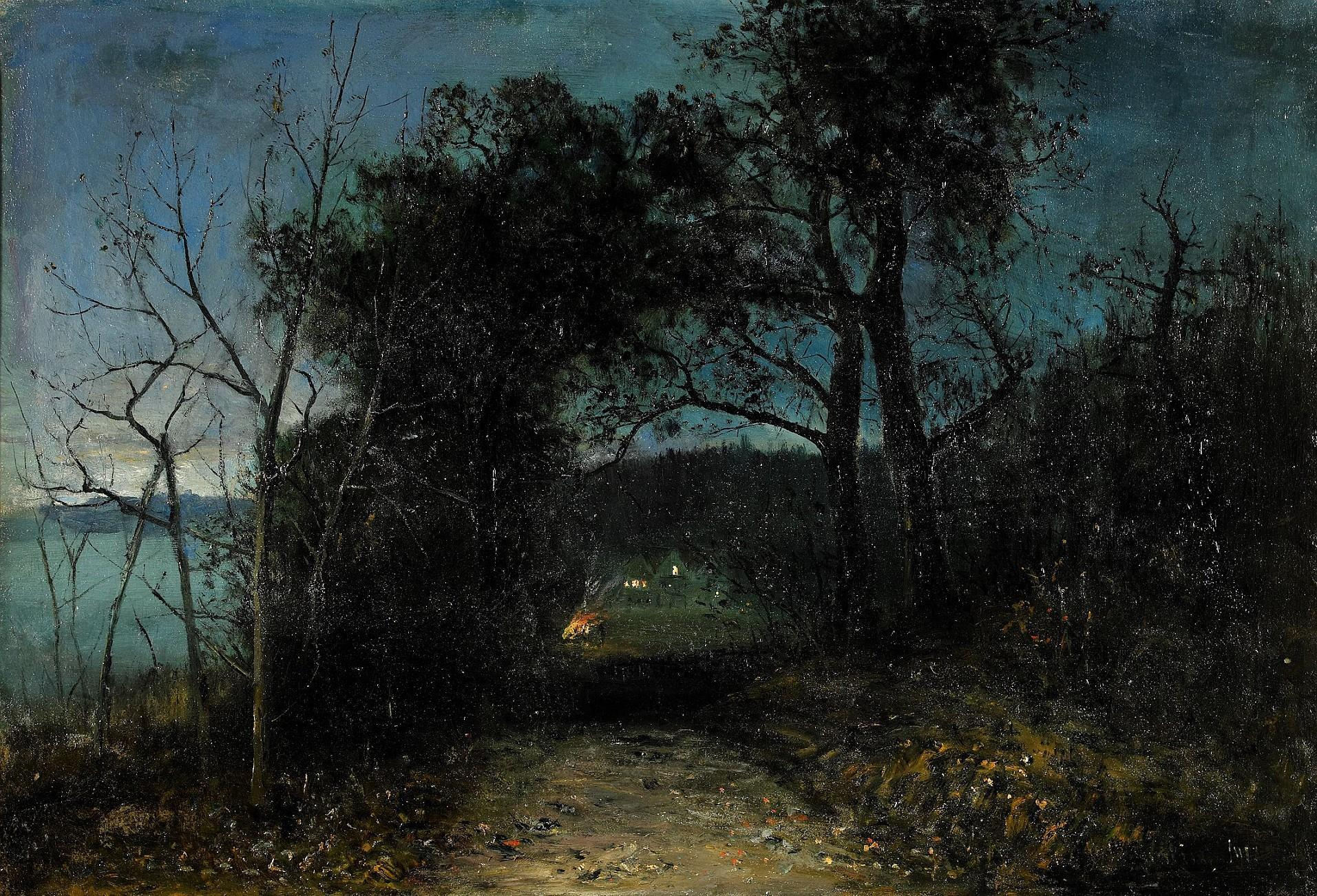
Сумерки
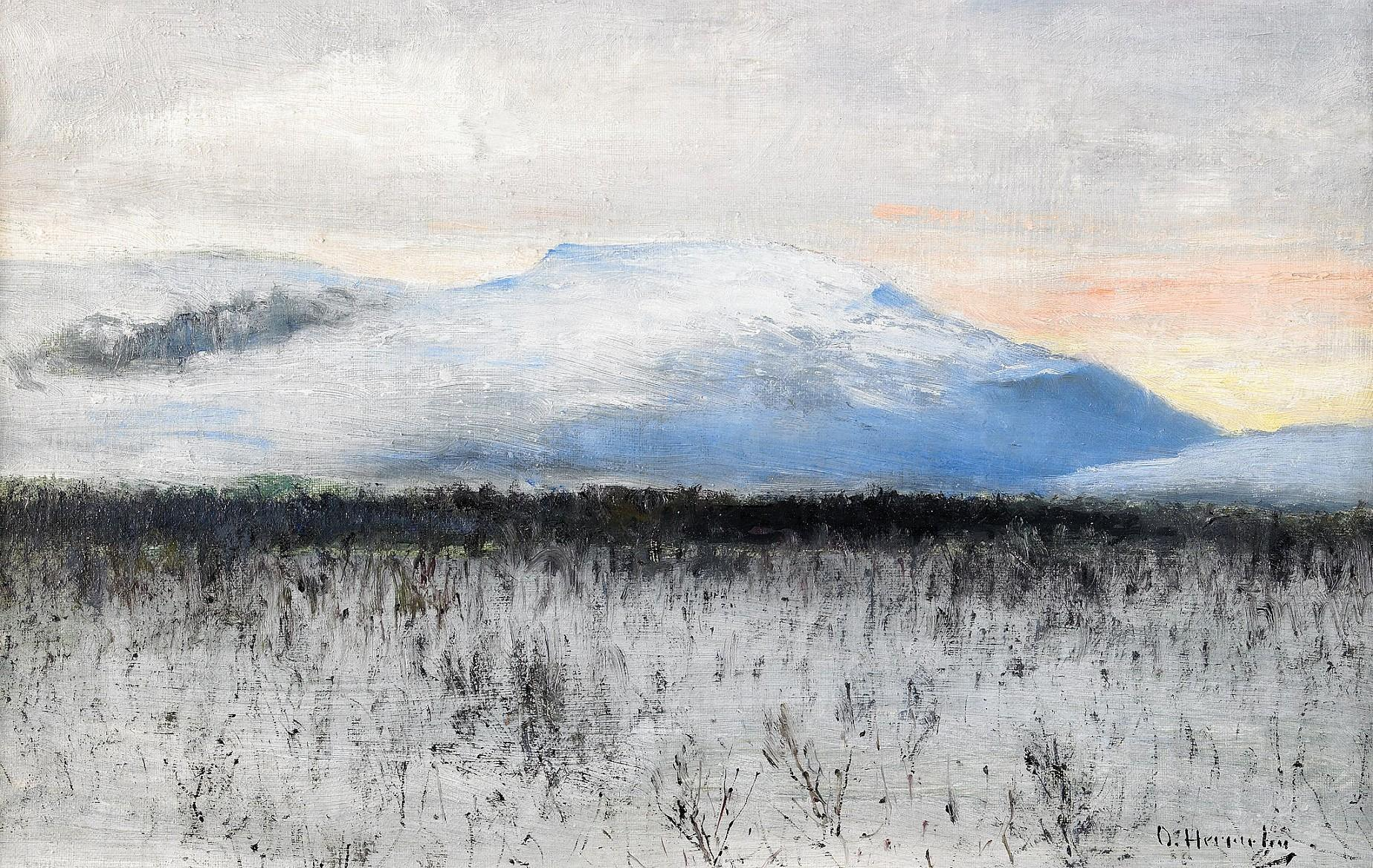
Восход солнца на Крайнем Севере
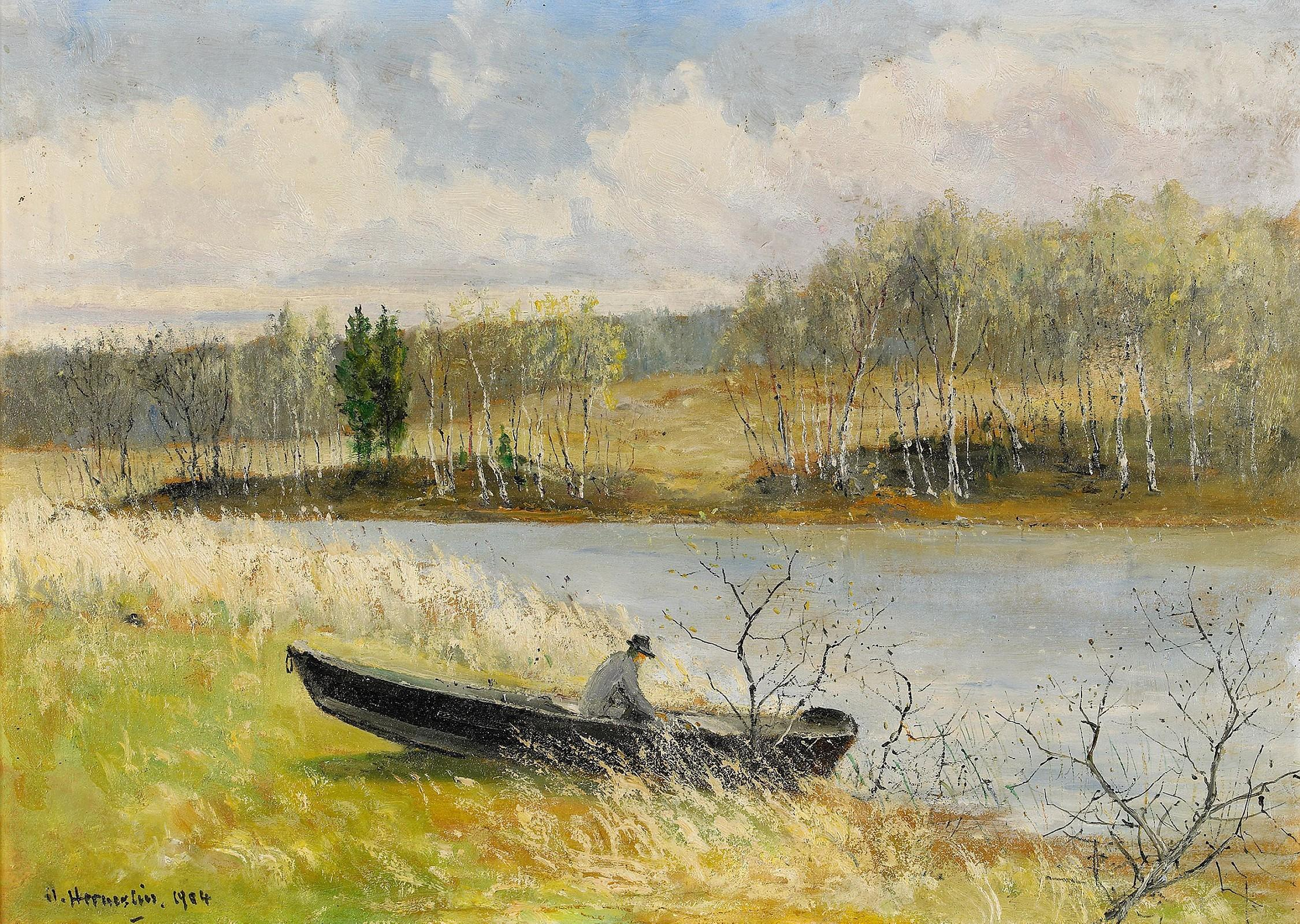
Осень